# Lago Loíza
Lago Loíza es un embalse situado en el municipio de Trujillo Alto, en el estado libre asociado de Puerto Rico. Fue formado por la construcción del embalse de Carraízo en el río Grande de Loíza. Además, es la principal fuente de abastecimiento de agua de la zona metropolitana de San Juan. 
El lago Loíza ocupa territorio de los municipios de Trujillo Alto, Gurabo y Caguas y se forma en el curso del río Grande de Loíza.

## El embalse
La idea de construir la represa surgió a principios de los años cuarenta debido a la necesidad de suplir de agua potable y energía eléctrica a la creciente población de San Juan. La construcción del embalse fue terminada en 1954.
El embalse de Carraízo es el principal abastecedor de agua potable del área metropolitana, En las aguas del lago se pueden pescar lobinas, barbudos, chopas y tilapias. El embalse Carraízo es el mayor de Puerto Rico en cuanto a área de drenaje o desagüe, puesto que abarca 553 kilómetros cuadrados. Su capacidad original es de 20 000 acres/pies, alrededor de 25 000 000 de metros cúbicos.

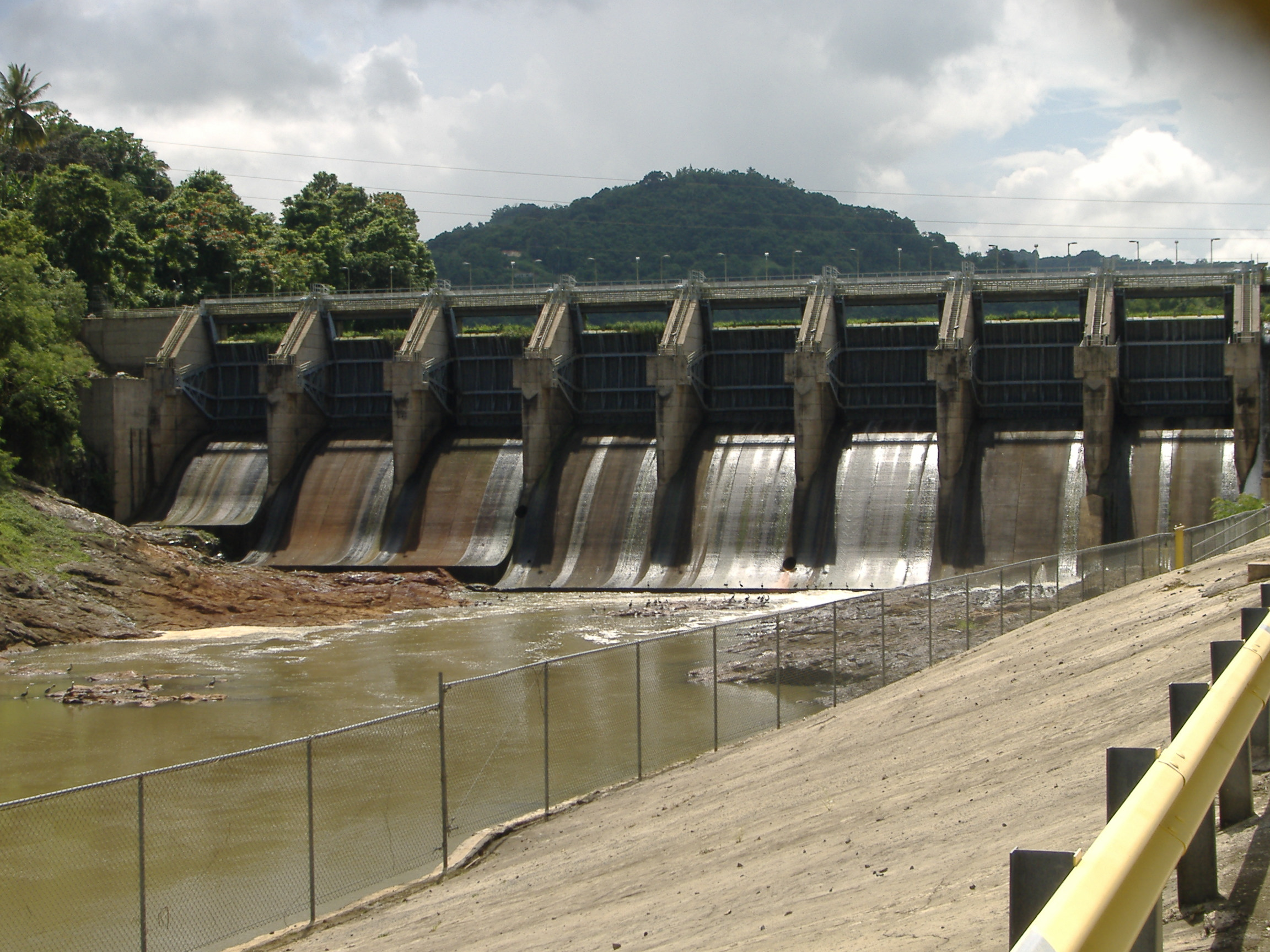
Vista de las compuertas del Lago Carraízo en Trujillo Alto.

Debido a la construcción, depósito de rellenos y otros daños ambientales, la capacidad del embalse Carraízo ha mermado. Por ello fue necesario el dragado del lago en la década de los noventa.